# Иоанн Русский
Иоа́нн Ру́сский (греч. Άγιος Ιωάννης ο Ρώσος; около 1690, Войско Запорожское, Русское царство — 9 июня (27 мая) 1730, Ургюп, Османская империя) — православный святой, праведный, исповедник.

## Биография

### Молодость
Родился в казацкой семье около 1690 года на землях Войска Запорожского в Русском царстве. По достижении зрелого возраста был рекрутирован в армию Петра I. Принимал участие в русско-турецкой войне 1710—1713 годов. Во время Прутского похода вместе с другими солдатами был взят в плен союзниками турок татарами. Вероятнее всего, это произошло в битве за Азов.

### Жизнь в рабстве
После пленения был переправлен в Константинополь и продан в рабство начальнику турецкой кавалерии (вероятно, сипахов). В житии святого он фигурирует под именем Ага; возможно, это лишь его звание.
Тот привёз святого к себе на родину — в Малую Азию, в Каппадокию, в селение Ургюп (Прокопион). Из любви к Богу и православию Иоанн отказался от предложения принять ислам и остался верным христианству, за что был унижаем и жестоко мучим турками, презрительно называвших его и таких, как он, «гяуром», то есть «неверным». Однако с течением времени, видя твёрдость в вере, кротость и трудолюбие святого, хозяин и домочадцы стали уважать его и прекратили издевательства. Иоанна больше не принуждали отречься от христианства. По приказу Аги святой стал трудиться и жить на конюшне. Свои обязанности Иоанн выполнял с любовью и усердием, что вызвало насмешки других рабов. Но и это праведный воспринял без злобы, стараясь, напротив, утешать в беде и помогать насмешникам. Со временем за искреннее добросердечие святой заслужил любовь и доверие Аги, и тот предложил Иоанну жить как свободному, в отдельном помещении. Но тот отказался, ответив: «Покровитель мой — Господь, и нет Его выше. Судил Он мне жить в рабстве и на чужбине. Видно, так надобно для моего спасения».

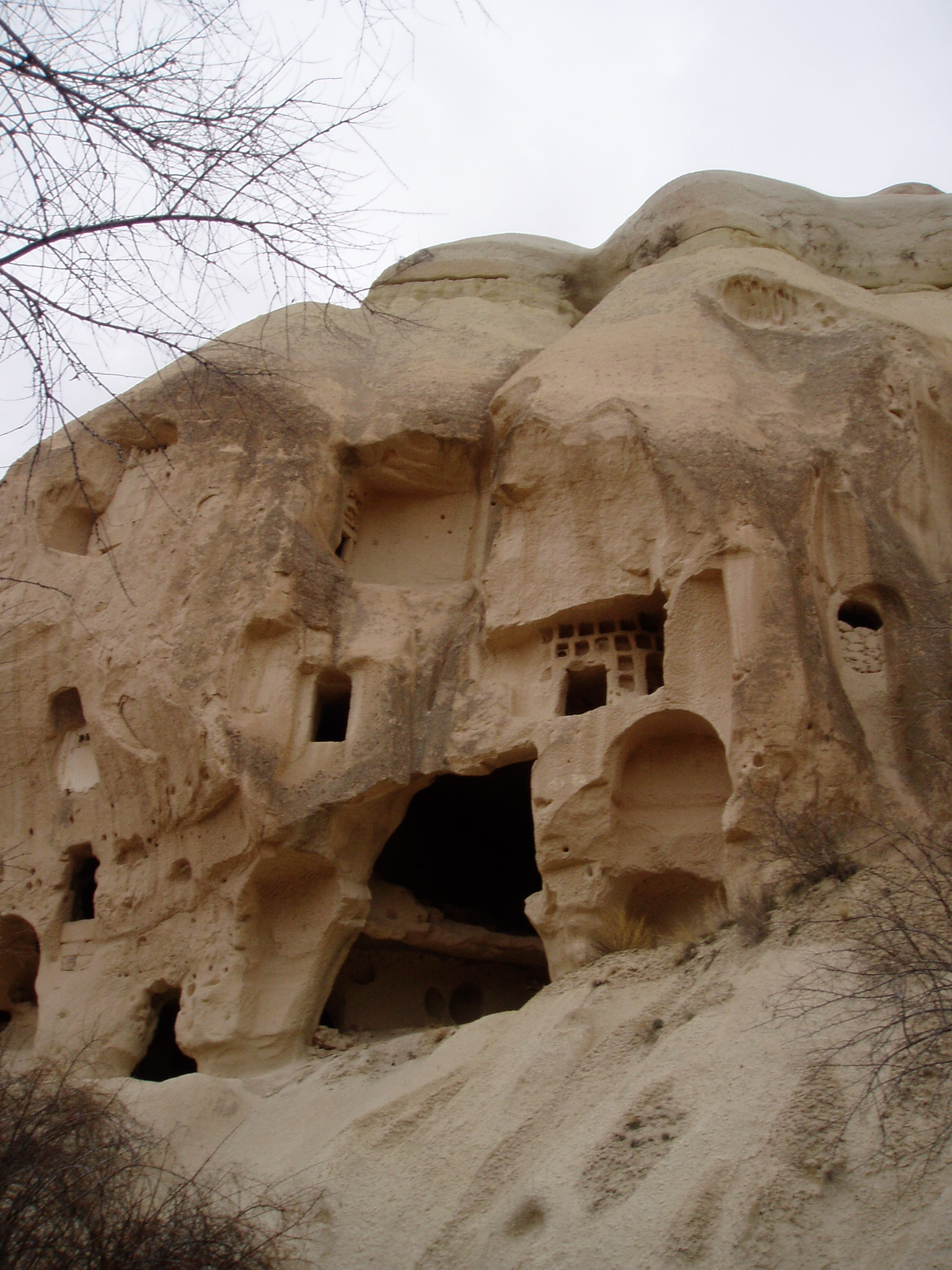
Пещерные церкви в Каппадокии

Днём Иоанн трудился, соблюдал строгий пост и молился, а по ночам тайком ходил в пещерную церковь святого Георгия, где на паперти читал молитвы всенощного бдения и каждую субботу причащался.
В скором времени Ага разбогател и стал одним из самых влиятельных людей в Ургюпе. Он связал это с тем, что в его доме живёт праведник. Став богатым, Ага решил совершить хадж. Во время его путешествия жена хозяина созвала родных и друзей Аги на обед. Когда подавали любимое блюдо хозяина, плов, она сказала прислуживавшему им Иоанну: «Как же рад был бы твой хозяин, если бы он был здесь и вкушал с нами этот плов!». Святой попросил у неё это блюдо, обещая послать его в Мекку. Все очень развеселились, но просьбу выполнили, решив, что Иоанн хочет съесть плов сам или отдать беднякам.
Когда же Ага вернулся, он рассказал о чуде, произошедшем с ним: находясь в Мекке, он обнаружил в запертой на ключ комнате, где он остановился, дымящееся блюдо с пловом, на котором было выгравировано его имя, как и на всей посуде в его доме.

### Начало почитания
Известия об этом чуде быстро распространились по селению и окрестностям, и все, даже турки-мусульмане, стали называть Иоанна «вели» — «святой». Однако он не изменил своего образа жизни, по-прежнему проводя её в тяжёлом труде и молитве. Перед смертью он тяжело заболел, и, не имея возможности встать, послал за священником, чтобы тот причастил его. Священник побоялся открыто идти в дом к мусульманину и передал Святые Дары, спрятав их в яблоке. Причастившись, праведник скончался. Это произошло 27 мая 1730 (9 июня 1730).

## История мощей святого

### В Турции
Ага сам передал тело святого священникам, попросив похоронить его по обычаям православных. Тело пронесли по Ургюпу все жители селения — мусульмане и христиане, и с почестями похоронили при местной церкви, в которой при жизни молился сам Иоанн.
Могила святого сразу стала местом паломничества представителей всех конфессий, населявших Ургюп и его окрестности, на ней совершались чудеса. Через три года, в ноябре 1733 года, священник этой церкви увидел Иоанна во сне, и тот сказал ему, что тело осталось нетленным. После чудесного явления «огненного столпа» над могилой местные христиане решились открыть её. Тело действительно оказалось нетленным и источало приятный аромат. В таком состоянии оно находится и в наши дни. Извлечённые мощи были положены в раке в церкви.
В 1832 году хедив Египта Ибрагим-паша атаковал Турцию. Жители Ургюпа, большую часть которых составляли представители янычар, расформированных султаном Махмудом II, по понятным причинам были враждебны ему и не хотели пропускать войска султана через селение. Сопротивление было подавлено, Ургюп — разграблен, а мощи Иоанна, не найдя в раке ничего ценного, воины решили сжечь. Вот что повествует об этом житие святого:

Набрав дров, они разожгли костёр, но, к их удивлению, мощи опять оказались в церкви. Не вразумившись этим чудом, они вынесли их во второй раз и положили на костёр, но огонь не коснулся святыни. И тут воины увидели Иоанна живым, с грозным видом стоявшим среди огня, жестом руки и словами угрожавшим им за их дерзость. Тут уже турки больше не выдержали и в ужасе разбежались, оставив не только мощи святого, но и всё награбленное в Прокопионе.
На другой день несколько стариков-христиан пришли к церкви и нашли тело святого в целости среди обгоревших углей и пепла. Оно почернело от дыма и копоти, но было таким же благоуханным и нетленным. Верующие положили мощи святого обратно в его раку.

В 1845 году мощи перенесли в большую новопостроенную церковь в честь Василия Великого.
В конце 1880-х годов на средства афонского Пантелеимонова монастыря в селении началось строительство храма в честь Иоанна Русского. В 1881 году в благодарность в монастырь была послана десница святого. В 1898 году строительство храма завершилось, и мощи перенесены туда.

### В Греции

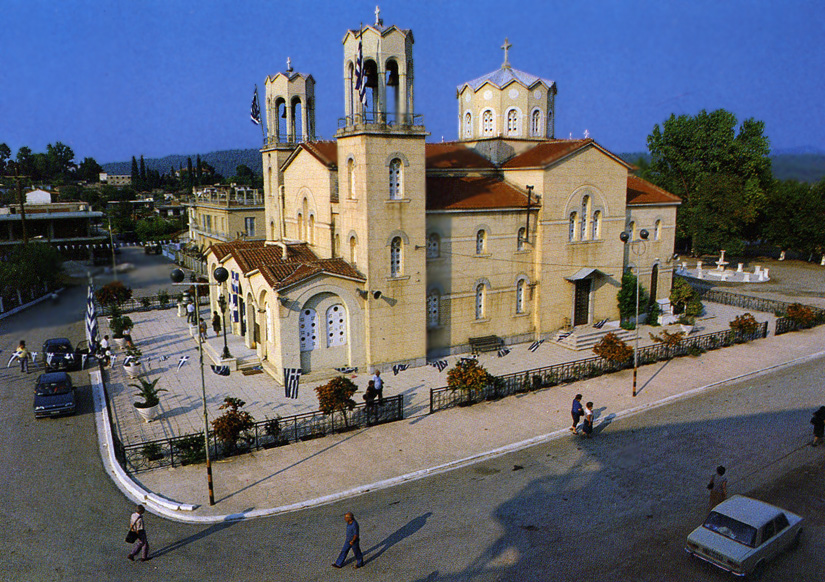
Храм праведного Иоанна Русского в Прокопионе в Греции

В 1924 году, вследствие обмена населением, православные Ургюпа переехали в село Ахметага на острове Эвбее, и переименовали его в 1927 году в Прокопион. С собой они забрали и мощи праведного Иоанна, разместив их в церкви святых равноапостольных Константина и Елены. В 1930 году там началось строительство большого каменного храма. Оно закончилось 27 мая 1951 года, и останки святого перенесли туда. Там они почивают и поныне.
В 1962 году по решению Элладской церкви и Греческого государства был принят закон, на основании которого было создано Общество во имя святого Иоанна, были построены два пансионата: один для приёма паломников, другой — для нужд Общества. Созданы два приюта для сирот, одна богадельня в Халкиде и одна — в Нео-Артаки, студенческое общежитие, детский лагерь на 1000 мест и другие учреждения.

## Почитание в России

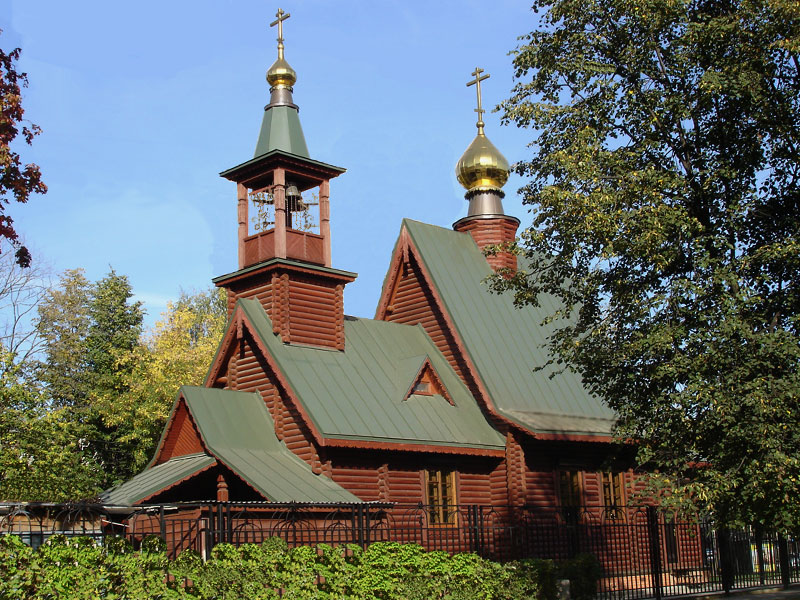
Храм праведного Иоанна Русского в Кунцеве

В 1962 году в лике праведных Иоанн Русский был включён в календарь Русской православной церкви.
По благословению патриарха Алексия II в 2003—2004 годах в Кунцеве построен первый в России малый деревянный храм в честь святого праведного Иоанна Русского. В 2016 году освящён большой каменный храм, построенный рядом с малым. В этом же году в Костроме был освящён домовый храм в честь святого праведного Иоанна Русского в приходском доме «Усадьба» церкви святых мучеников Александра и Антонины в Селище.
Позднее в Батайске был построен храм в честь святого праведного Иоанна Русского. Напротив храма установили памятник святому.
В Новосибирске праведному Иоанну Русскому посвящён нижний придел храма в честь иконы Божией Матери «Знамение Абалацкая», построенного в 1990-х годах.

## Гимнография
Святому Иоанну Русскому написана служба и молебный канон на греческом языке. Текст греческой службы со списка начала XX века из афонского Пантелеимонова монастыря был переведён на русский язык. В 1967 году «Журнал Московской Патриархии» опубликовал полиелейную службу святому Иоанну, составленную митрополитом Никодимом (Ротовым).

| Тропарь, глас 4 Ко Иоанну, вернии, ныне притецем, сущии в бедах и напастех, и припадем, благочестно зовуще из глубины души: праведне, помози нам, твоим молитвенником, потщися и избави належащия нужды, не презри молитвы скорбныя притекающих ко крову твоему, святе. | Кондак, глас 8 В честней памяти твоей, святе, веселится о тебе Россия,/ во благочестии тя воспитавшая, и целебным мощем твоим радуется Асия, идеже, узкий путь прошед страдальческого плена и постнических подвигов, сосуд честен явился еси Божия благодати, еяже проси и нам, чтителем твоим, да зовем ти: Радуйся, Иоанне, благодати тезоимените. |

## Памятники
- 15 октября 2012 года в городе Батайске (Ростовская область) открыт памятник святому Иоанну Русскому. Авторы — ростовские скульпторы Сергей Олешня и Андрей Дементьев.